# 国民救済党
国民救済党（トルコ語：Milli Selamet Partisi, MSP）は、トルコのイスラーム系政党。
国民救済党の前身は、1970年にネジメッティン・エルバカンが設立した国民秩序党である。1971年3月12日の「書簡クーデタ」により、5月20日に国民秩序党が解党されると、党首エルバカンはスウェーデンに亡命。国民秩序党の幹部により1972年10月11日に国民救済党が結成された。初代党首にはスュレイマン・アリフ・エムレが就任したが、1973年10月20日にエルバカンが正式に党首に就任した。

## 政権与党としての活動
国民救済党は、1973年の総選挙から国政選挙に参加し48議席を獲得、1977年の総選挙では24議席を獲得した。
国民救済党は、1970年代のトルコ政局において、共和人民党と公正党の2大政党の間でキャスティング・ボートを握り、通算3つの連立政権に参加することとなる。
国民救済党は、1974年1月26日に共和人民党と連立を組み、エジェヴィト政権を樹立。エルバカンも副首相として入閣した。
同政権は、中道左派の共和人民党と中道右派の国民救済党の連立であったため、当初から閣内不一致が目立ち、政権基盤は不安定であった。このため、キプロス危機で国民の支持を集めたエジェヴィトは、政局の安定を目指して総選挙の実施を図ったが、これに失敗して総辞職した。その後1975年3月31日に、公正党のデミレルを首班とする保守系4党（公正党、国民救済党、民族主義者行動党、共和信頼党）による民族主義者戦線（milliyetçi cephe）政権が成立し、国民救済党も副首相等の閣僚ポストを得た。
1970年代の連立政権にあって、国民救済党は、経済関連の閣僚ポストを獲得し、イマーム・ハティープ学校の設置促進や、国営企業の設立による地方への雇用創設などの政策を実現した。

## 1980年クーデター
1970年代のトルコ政局は、連立政権が次々と入れ替わるなど不安定であり、左右両派の対立によるテロ事件も続発した。さらに、インフレが慢性化するなど経済状況も悪化の一途を辿った。こうしたトルコ政治の行き詰まりは、軍部に政党政治の限界として捉えられた。
こうした政治危機の中、エルバカンは1980年8月に、アタテュルク廟での独立戦争戦勝記念日の行事を欠席しただけでなく、翌9月6日にコンヤで大規模な政治集会を催し、集会参加者がトルコで禁止されているトルコ帽（フェス）を被って、イスラーム法の施行を要求するプラカードを掲げてデモ行進をするなど、急進的な示威行動を展開した。
こうしたアタテュルクに対する公然の批判や、トルコの国是である世俗主義原則の否定は、現体制に対する深刻な敵対行為として軍部に受け取られ、軍の政治介入の直接の契機となった。1980年9月12日に軍部はクーデターを起こし、全政党は活動を禁止された。国民救済党も非合法化され、エルバカン以下主要幹部も逮捕された。同党の支持勢力は、1983年の民政移管の際に結成された福祉党に移ることとなった。

## 総選挙での得票率、獲得議席数
国民救済党が参加した総選挙での得票率、獲得議席数は以下の通り。
| 年     | 党首                       | 得票数    | 得票率 | 獲得議席 |
| ------ | -------------------------- | --------- | ------ | -------- |
| 1973年 | ネジメッティン・エルバカン | 1,265,771 | 11.8%  | 48       |
| 1977年 | ネジメッティン・エルバカン | 1,269,918 | 8.6%   | 24       |

## 歴代党首
- スュレイマン・アリフ・エムレ （Süleyman Arif Emre 在任1972年-1973年）
- ネジメッティン・エルバカン （Necmettin Erbakan 在任1973年-1980年）